# Balotaszállás
Balotaszállás este un sat în districtul Kiskunhalas, județul Bács-Kiskun, Ungaria, având o populație de 1.523 de locuitori (2011). 

## Demografie
Componența etnică a satului Balotaszállás
     Maghiari (94,86%)
     Romi (3,92%)
     Necunoscut (0,34%)
     Alții (0,88%)
Componența confesională a satului Balotaszállás
     Romano-catolici (47,47%)
     Fără religie (29,22%)
     Reformați (8,14%)
     Necunoscută (14,51%)
     Alte religii (1,25%)
Conform recensământului din 2011, satul Balotaszállás avea 1.523 de locuitori. Din punct de vedere etnic, majoritatea locuitorilor (94,86%) erau maghiari, cu o minoritate de romi (3,92%). Apartenența etnică nu este cunoscută în cazul a 0,34% din locuitori. Nu există o religie majoritară, locuitorii fiind romano-catolici (47,47%), persoane fără religie (29,22%) și reformați (8,14%). Pentru 14,51% din locuitori nu este cunoscută apartenența confesională.